# Карло Каттанео (військовик)
Карло Каттанео (італ. Carlo Cattaneo, 6 жовтня 1883 року, Сант'Анастазія, Неаполь — 29 березня 1941 року, Середземне море) — італійський морський офіцер, адмірал.

## Біографія
Карло Каттанео народився 6 жовтня 1883 року в місті, Сант'Анастазія, Неаполь. Після закінчення військового коледжу в Неаполі у 1902 році вступив до Військово-морської академії в Ліворно, яку закінчив у 1906 році у званні гардемарина. Ніс службу на лінкорі «Амміральйо ді Сан-Бон».
Брав участь в італійсько-турецькій війні. Був у складі десанту, що захопив Триполі, за що був нагороджений бронзовою медаллю «За військову доблесть».
У 1913 році отримав звання лейтенанта. Під час Першої світової війни командував міноносцем «Орса» і пізніше есмінцем «Карабіньєре», удруге був нагороджений бронзовою медаллю «За військову доблесть».
Після закінчення війни отримав звання капітана III рангу, у 1920 році був призначений військово-морським аташе в Константинополі. У 1924 році на міноносці «Ернесто Джованіно» здійснив плавання Дунаєм з Констанци до Відня.
У 1929 році отримав звання капітана II рангу і призначений військово-морським аташе в Румунії, а пізніше в Югославії. У 1932 році отримав звання капітана I рангу, у 1937 році - контр-адмірала, у березні 1938 року - дивізійного адмірала. 
З початком Другої світової війни Карло Каттанео був призначений командувачем 3-ї дивізії крейсерів (флагманський корабель «Тренто»), з якою брав участь в бою біля Калабрії.
У серпні 1940 року був призначений командувачем 4-ї дивізії (флагманський корабель «Кайо Дуіліо»).
У грудні 1940 року був призначений командувачем 1-ї дивізії крейсерів (флагманський корабель «Зара»).
Під час бою біля мису Матапан крейсер «Зара» був атакований британськими лінкорами  «Ворспайт», «Барем» та «Валіант».
Через декілька хвилин снаряди влучили у носову башту, мостик та машинне відділення. Крейсер охопила сильна пожежа, він накренився на лівий борт. Незабаром британські лінкори припинили вогонь та вийшли з бою, щоб дати змогу есмінцям здійснити торпедні атаки на італійські кораблі.
Близько 2-ї години ночі 29 березня есмінець «Джервіс» помітив італійський крейсер та випустив у нього 4 торпеди. Від влучання торпед вибухнули погреби боєзапасу. Близько 2:30 корабель затонув  у точці з координатами  35°21′ пн. ш. 20°57′ сх. д. / 35.350° пн. ш. 20.950° сх. д.. 
Загинуло 782 члени екіпажу, включаючи Карло Каттанео та капітана корабля Луїджі Корсі.
Карло Каттанео посмертно був нагороджений «Золотою медаллю за військову доблесть».

## Нагороди
- Золота медаль «За військову доблесть» (20 листопада 1941; посмертно)
- Срібна медаль «За військову доблесть» (1941)
- Срібна медаль «За військову доблесть» (10 квітня 1919)
- Бронзова медаль «За військову доблесть» (16 травня 1916)
- Бронзова медаль «За військову доблесть» (3 квітня 1913)
- Кавалер Ордена Святих Маврикія та Лазаря (16 травня 1920)
- Офіцер Ордена Святих Маврикія та Лазаря (3 червня 1937)
- Командор Ордена Святих Маврикія та Лазаря
- Великий офіцер Ордена Корони Італії (27 жовтня 1938)